# 绍弗尔峰
47°25′23″N 11°36′28″E / 47.42306°N 11.60778°E

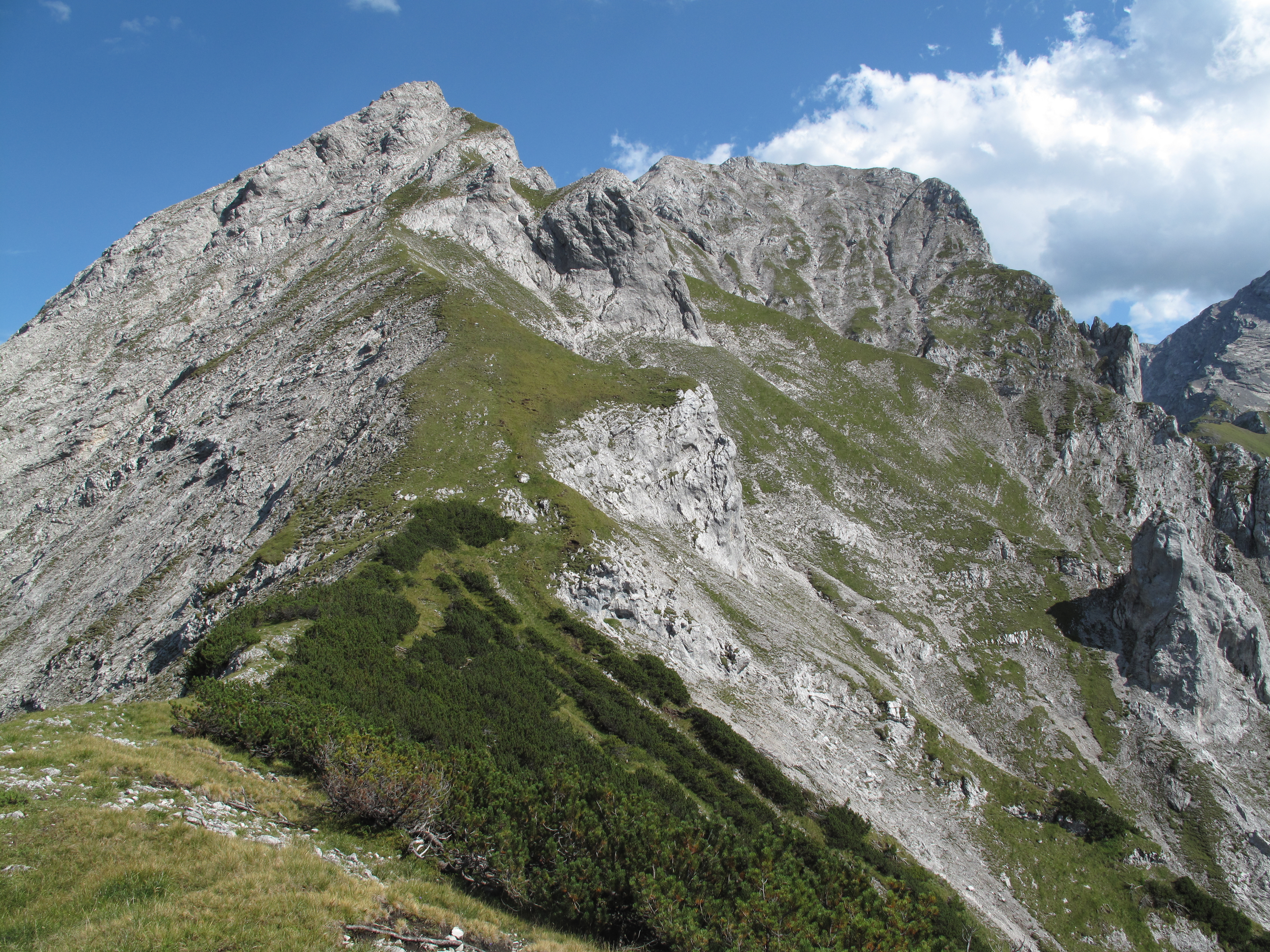

绍弗尔峰（德语：Schaufelspitze）是奧地利的山峰，位於該國西部，由蒂羅爾州負責管轄，屬於卡文德爾山脈的一部分，距離首都維也納400公里，海拔高度2,306米。